# タクティカル・ジャッジメント
『タクティカル・ジャッジメント』は、師走トオルによる日本のライトノベル。イラストは緋呂河とも。富士見書房（富士見ミステリー文庫）より2003年1月から2007年8月まで刊行された。2005年11月時点で累計部数は50万部を突破している。第2回富士見ヤングミステリー大賞準入選作品。

## あらすじ
いくつもの事件を逆転無罪にしてきた腕利き弁護士山鹿善行。しかしその実態は、依頼人のためという大義名分のもと、非合法スレスレの事もする、正義感とモラルの欠如した不良弁護士であった。

## 登場人物
山鹿 善行（やましか ぜんこう）
本作の主人公。大学を出てすぐ弁護士となり、以来何件もの事件を手掛けてきた有名弁護士。しかし実際は弁護士らしからぬ素行の人物。常に偉そうで、民事事件は面倒くさいという理由で見向きもせず、新聞読みながら面白そうな殺人事件でも起きないかと言うとんでもない男。裁判を「喧嘩」とみなしており、裁判中は異議を唱える度に机を叩き、最後には破壊してしまうため「机壊し（デスクブレイカー）」の異名が付けられている。弁護活動では非合法スレスレの行為を度々行うため、弁護士会から口頭注意を頻繁に受けるも依頼者の無実を真犯人を見つけるなどして確実なものとするなど実力と実績は確かなものである。学生時代は影野、氏神とつるんでおり、プレイボーイだった。現在は従姉妹の雪奈にモーションをかけているが、うまくいっていない。
水澄 雪奈（みすみ ゆきな）
本作のヒロイン。善行のはとこ（親がいとこ同士）で幼馴染。清純で可憐な女子大生。ある事件で被疑者となり、善行のおかげで無罪となる。以来、事務所の掃除をしたり食事を作ったり、裁判中は秘書のような事もしている。善行のことはまんざらではない様子。
影野 英治（かげの えいじ）
私立探偵。善行の学生時代からの友人で、事件の度に調査の為にこき使われる。上司のいない仕事がしたいという理由で探偵業をやっていて、三食昼寝付が趣味という引きこもりスレスレの社会不適合者。しかし探偵としての腕は確かで、警察にも顔が利く。
皐月 伊予（さつき いよ）
善行の事務所に入り浸る女子中学生。外面がいいが、チェ・ゲバラ、毛沢東、レーニンを敬愛する共産主義者。善行を金の亡者や資本主義の権化と罵ったりするが、雪奈には素直。
東ヶ崎 英雄（とうがさき ひでお）
検事。善行にハイエナ検事と呼ばれている。敏腕検事で善行と並んで手掛けてきた事件では勝利を収めている。善行と初めて関わった事件で足を掬われる形で敗北してしまい雪辱を誓う。その事件以来、同じ轍を踏まないよう徹底した調査を基に裁判に挑むようになる。その後、何度か法廷で争うことになるが最後は敗北してしまう。
氏神 功徳（うじがみ くどく）
監察医。善行・影野とは大学時代からの知り合い。三人でホストリオ（ホストトリオの略）と呼ばれていた。学生時代、人間の急所を的確に突きながら笑みを浮かべる様は畏怖の対象となっており教授やその道の人からも恐れられていた。初登場時には既婚者で子供までいる。生きている人間は手元が狂っただけで苦情を言うけど、死体なら手元が狂っても文句を言わないからと監察医になったと語っている。
一尺八寸 東鬼（かまつか しのぎ）
司法修習で善行の事務所にやってきた女子大生。当初は善行を世間の評判通りの素晴らしい弁護士だと思っていたが、すぐに理想をぶち壊され、ほとんどパシリ扱いされている。善行には、いっしゃくはっすんひがしおに（現在はいっしゃく）と呼ばれた。
堀内 健一（ほりうち けんいち）
検察官で、背の低い中年。思った事がすぐに表情にでるため、度々善行にいいようにあしらわれる。結構優秀な検事ではあるが、善行相手に全敗している。

## 既刊一覧
- 師走トオル（著）・緋呂河とも（イラスト）、富士見書房〈富士見ミステリー文庫〉、全13巻
  - 『タクティカル・ジャッジメント 逆転のトリック・スター！』、2003年1月20日発売[5]、ISBN 4-8291-6193-0
  - 『タクティカル・ジャッジメント2 きまぐれなサスペクト！』、2003年5月10日発売[6]、ISBN 4-8291-6208-2
  - 『タクティカル・ジャッジメント3 いやがらせのリベンジ！』、2003年8月9日発売[7]、ISBN 4-8291-6220-1
  - 『タクティカル・ジャッジメント4 ろくでなしのリアクション！』、2004年3月10日発売[8]、ISBN 4-8291-6249-X
  - 『タクティカル・ジャッジメントSS 紅の超新星、降臨！』、2004年7月9日発売[9]、ISBN 4-8291-6263-5
  - 『タクティカル・ジャッジメント5 湯けむりのデスティニー！ 邂逅編』、2004年9月10日発売[10]、ISBN 4-8291-6271-6
  - 『タクティカル・ジャッジメント6 湯けむりのデスティニー！ 大舌戦編』、2004年12月10日発売[11]、ISBN 4-8291-6281-3
  - 『タクティカル・ジャッジメントSS2 はじめてのさいばん りろーでっど』、2005年5月10日発売[12]、ISBN 4-8291-6301-1
  - 『タクティカル・ジャッジメント7 思いこみのリベンジ！』、2005年6月10日発売[13]、ISBN 4-8291-6308-9
  - 『タクティカル・ジャッジメント8 自業自得のクリスマス！』、2005年11月10日発売[14]、ISBN 4-8291-6324-0
  - 『タクティカル・ジャッジメントSS3 善行君の弁護士養成講座』、2006年4月8日発売[15]、ISBN 4-8291-6345-3
  - 『タクティカル・ジャッジメント9 被告人・山鹿善行』、2006年11月10日発売[16]、ISBN 4-8291-6373-9
  - 『タクティカル・ジャッジメントSS4 詐欺師の生まれた日』、2007年8月10日発売[17]、ISBN 978-4-8291-6396-2